# Sayeret
Sayeret (in lingua ebraica סיירת, pl. sayarot), è un termine che individua le unità militari terrestri da ricognizione speciale nelle forze di difesa israeliane (le forze armate di Israele).

## Caratteristiche
Queste unità si specializzano in ruoli da commando o da forze speciali in generale, in aggiunta ai compiti di ricognizione stricto sensu (il grado di specializzazione varia a seconda delle unità e delle esigenze del momento). Queste unità di solito sono della dimensione organica di una compagnia o di un battaglione.

## Organizzazione

### Unitàsayeret

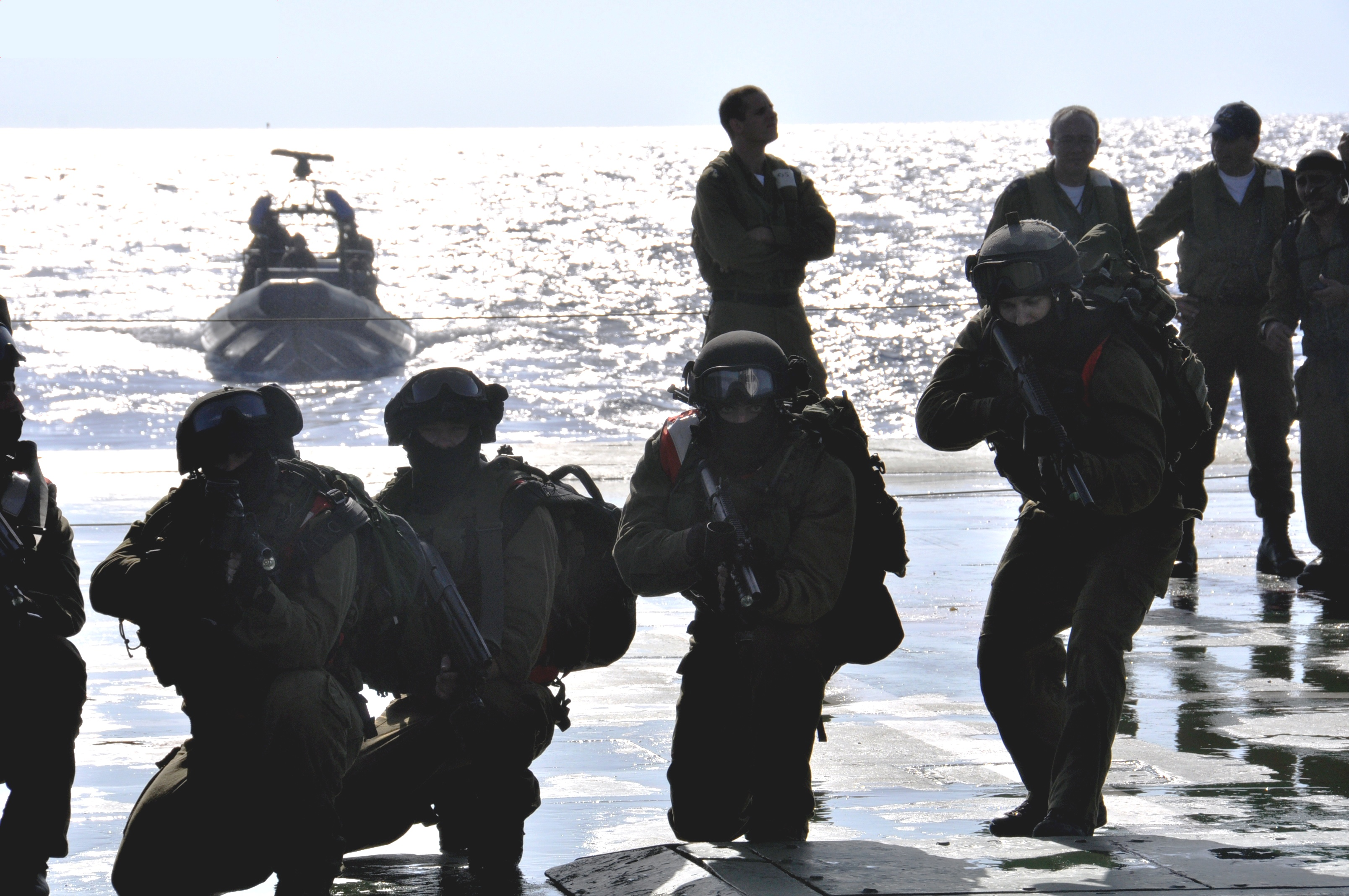
13 soldati si preparano per un esercizio a bordo di una nave da guerra

Tutte le brigate da combattimento israeliane hanno un'unità con armamento ed addestramento migliorati, per missioni di ricognizione e da forze speciali. Storicamente, le brigate avevano di regola solo un reparto a livello compagnia adattato a questo scopo, e conosciuto come Palsar (abbreviazione ebraica di: פלוגת-סיור, Plugat Siyur (singolare) / Plugot Siyur (plurale), "compagnia da ricognizione"). Sebbene le palsar siano più che altro orientate al supporto sul campo di battaglia (la loro effettiva ragion d'essere) molte hanno partecipato ad operazioni speciali negli ultimi anni.
Tutte le unità di fanteria, ma anche alcune unità corazzate, dispongono di palsar.

### Il modellogadsar
Mentre in passato si registrava una qualche disomogeneità tra unità siyur, l'esperienza acquisita ne ha determinato l'attuale standardizzazione all'interno di reparti più grandi con molte competenze diverse: unità di livello battaglione chiamate Gadsar (contrazione di Gdud siyur, "battaglione da ricognizione"). Ciascun Gadsar si compone di tre plugot (compagnie) specializzate:
- Demolizioni (Plugat Heil Handasa, o Palhan)
- Ricognizione (Plugat Siyur,  o  Palsar)
- Controcarro / Armi pesanti (Plugat Neged Tankim, o Palnat).

Questo rientra nel Progetto Yatah ("Unità da combattimento a bassa intensità"). Si tratta di un piano tendente a trasformare i battaglioni da ricognizione in reparti specializzati nell'antiterrorismo urbano, specificamente addestrati ed equipaggiati per operare in situazioni di combattimento dei nostri giorni. Va detto che una volta la palsar (compagnia ricognizione) di questi battaglioni era considerata di qualità superiore rispetto alle altre compagnie, ma attualmente tutte le componenti dei battaglioni sono sostanzialmente ritenute di pari condizione.
Altre sayarot sono unità più grandi, che operano all'interno di un corpo d'armata o di altra grande unità. Vi sono diverse unità di forze speciali di livello battaglione che fanno capo direttamente a comandi regionali, funzionali (marina/aeronautica) o generali. Fra queste, le più celebri sono: Sayeret Matkal, Shayetet 13 e Sayeret Shaldag.

## Unità famose

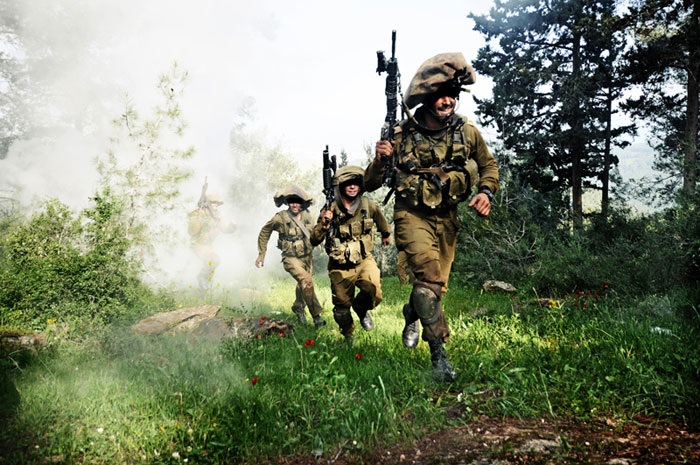
Soldati di "Yahalom", unità speciale del genio d'élite del Corpo del Genio delle forze di difesa israeliane al termine di un esercizio militare conclusivo. Il nome "Yahalom" (Diamond in ebraico) è un'abbreviazione di "Special Operations Engineering Unit".

### Unitàsayeret
- Sayeret Matkal[3]:  è un'unità per operazioni speciali alle dipendenze dell'IDF Intelligence Command. È una formazione particolarmente vocata per la ricognizione in profondità, ma ha pure l'onere di mansioni anti-terroristiche. È modellata sul paradigma dello Special Air Service britannico. Ha acquisito grande notorietà con l'Operazione Entebbe, in cui pose in salvo più di cento passeggeri Air France dirottati in Uganda da terroristi dell'OLP.
- Sayeret Golani: è considerata la più intensamente addestrata fra le quattro sayarot di fanteria. L'addestramento è il più duro che venga impartito nelle IDF, dopo quello riservato allo Shayetet 13. Anche questa unità prese parte al colpo di mano di Entebbe, assieme a Sayeret Matkal ed a Sayeret Tzanhanim.[4]
- Sayeret Shaldag: è l'unità commando dell'aeronautica militare israeliana. Esegue missioni speciali utilizzando tecniche avanzate di combattimento.
- Sayeret Yahalom: è un'unità di élite del genio militare israeliano. È specialista nelle demolizioni di precisione e nella dislocazione "chirurgica" di cariche esplosive esattamente calibrate, oltre ad altre operazioni di genio militare su vasta scala, sia all'estero sia sul suolo di Israele.
- Shayetet 13[5] ("Flottiglia 13"): è l'unità commando della marina militare israeliana.

- Sayeret Egoz - unità antiguerriglia dell'IDF Northern Command[6]
- Unità Oketz - unità cinofili IDF[7]
- Unità Moran e Unità Meitar - unità speciali controcarro dell'artiglieria israeliana
- Unità Yachmam - acquisizione obiettivi e ricognizione in profondità
- Unità Yanmam - unità antiaerea aviotrasportabile
- Sayeret Maglan - unità anticarro aviotrasportabile
- Sayeret Haruv - è stata un'unità delle forze speciali alle dipendenze dell'IDF Central Command
- Sayeret Shaked - è stata un'unità delle forze speciali alle dipendenze dell'IDF Southern Command
- Sayeret Rimon -  è stata un'unità antiterrorismo  dei Territori palestinesi, antesignana di altre quali Shimshon e Duvdevan. Ne ha fatto parte anche Meir Dagan[8]
- Sayeret Shimshon - Striscia di Gaza: è stata un'unità antiterrorismo
- Sayeret Duvdevan [9]- unità antiterrorismo mistaravim che opera in Cisgiordania[10]
- Unità Yaban - unità speciale della marina israeliana (assieme alla Oketz annovera anche donne nei suoi ranghi)
- Unità Yaltam -  unità della marina specializzata in missioni di "soccorso operativo"[11]
- LOTAR Eilat - unità di riservisti[12] specializzata nel ruolo antiterrorismo/recupero ostaggi, con sede nella città portuale sud-israeliana di Eilat
- Unità 669 - unità di soccorso aero-medico dell'aeronautica israeliana[13]
- Palsar 7 • Palsar 188 • Palsar 401 - unità da ricognizione rispettivamente della 7ª, 188ª e 401ª Brigata corazzata
- Unità 707 - è stata un'unità difensiva di sommozzatori della marina
- Unità 5707 - unità di sorveglianza/acquisizione obiettivi dell'aeronautica
- Unità 869 - unità specializzata nella visual Intelligence[14]
- Unità Alpinistim - unità alpina che pattuglia le Alture del Golan e assicura la protezione dei Posti di Ascolto Elettronico collocati sul monte Hermon e sul monte Avital.[15] Svolge pure servizi di soccorso alpino.

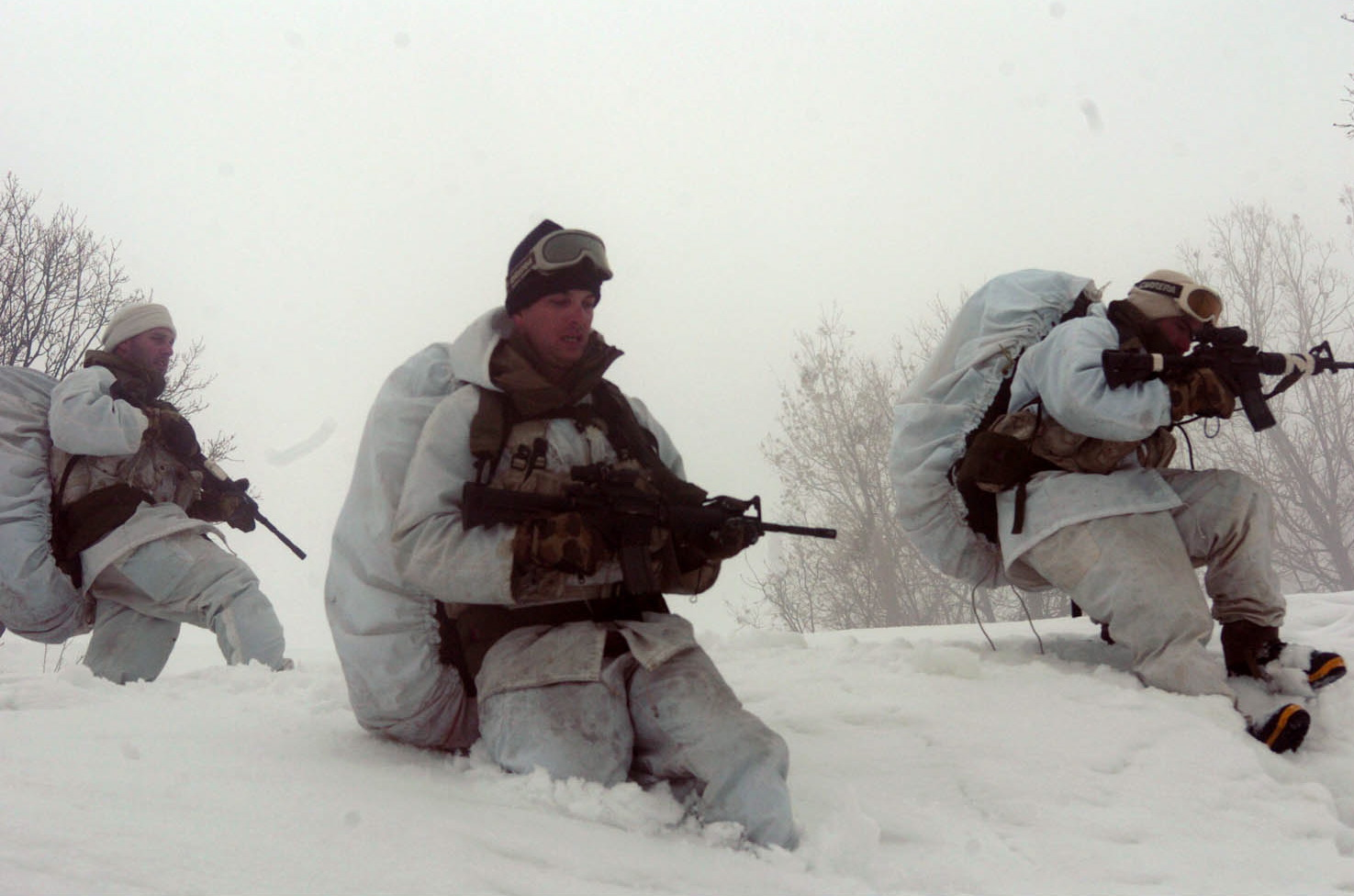
Unità Alpinista IDF spedita al Monte Hermon

### Unitàsayarotorganiche a grandi unità IDF
Ciascuna delle quattro brigate di fanteria (1ª Brigata di fanteria "Golani", 84ª Brigata di fanteria "Givati", Brigata di fanteria "Nahal", e la Brigata Paracadutisti) dispone di un proprio gadsar:
- Gadsar Nahal - Cisgiordania
- Gadsar Tzanhanim - Cisgiordania
- Gadsar Golani - Striscia di Gaza
- Gadsar Givati - Striscia di Gaza